# Эффект Дрессельхауза
Эффект Дрессельхауза (связывание Дрессельхауза) — это явление в физике твёрдого тела, при котором спин-орбитальное взаимодействие приводит к расщеплению энергетических зон в полупроводнике. Обычно он присутствует в кристаллических системах, лишённых инверсной симметрии или, другими словами, связан с отсутствием центра инверсии у объёмного материала. Эффект назван в честь Джина Дрессельхауза, предсказавшего это расщепление в 1955 году.
Спин-орбитальное взаимодействие — это релятивистская связь между электрическим полем, создаваемым ионным остовом, и результирующим дипольным моментом, возникающим в результате относительного движения электрона, и его собственным магнитным диполем, который пропорционален спину электрона. В атоме взаимодействие слабо расщепляет орбитальное энергетическое состояние на два состояния с противоположными ориентациями спина. В твёрдом кристаллическом материале движение электронов проводимости в решётке может быть изменено дополнительным эффектом из-за влияния периодического потенциала решётки на движение спина электрона. Если кристаллический материал не обладает центом инверсии, асимметрия потенциала может отдавать предпочтение одной ориентации спина по сравнению с противоположной и разделять энергетические зоны на сонаправленные и противонапрвленные по спину подзоны.
Спин-орбитальное взаимодействие Рашбы имеет аналогичное расщепление энергетических зон, но асимметрия возникает либо из-за объёмной асимметрии одноосных кристаллов (например, типа вюрцита), либо из-за пространственной неоднородности границы раздела или поверхности. Эффекты Дрессельхауза и Рашбы часто имеют одинаковую силу при расщеплении зон в GaAs наноструктурах.

## Гамильтониан для кристалла типа цинковой обманки
Материалы со структурой цинковой обманки нецентросимметричны. Эта объёмная инверсная асимметрия (BIA) заставляет пертурбативный гамильтониан содержать только нечётные степени квазиимпульса. Объёмный гамильтониан Дрессельхауса (учтена симметрия кристалла) или член BIA обычно записывается в такой форме:
{\displaystyle H_{\rm {D}}\propto p_{x}(p_{y}^{2}-p_{z}^{2})\sigma _{x}+p_{y}(p_{z}^{2}-p_{x}^{2})\sigma _{y}+p_{z}(p_{x}^{2}-p_{y}^{2})\sigma _{z},}
где {\textstyle \sigma _{x}}, {\textstyle \sigma _{y}} и {\textstyle \sigma _{z}} — матрицы Паули связаны со спином {\textstyle \mathbf {S} } электронов как {\textstyle \mathbf {S} ={\tfrac {1}{2}}\hbar \sigma } (здесь {\textstyle \hbar } — приведённая постоянная Планка), а {\textstyle p_{x}}, {\textstyle p_{y}} и {\textstyle p_{z}} — компоненты импульса в кристаллографических направлениях [100], [010] и [001] соответственно.
При рассмотрении 2D-наноструктур, где направление вдоль толщины плёнки {\textstyle z} или [001] конечно, гамильтониан Дрессельхауса можно разделить на линейный и кубический вклады. Линейный гамильтониан Дрессельхауса {\textstyle H_{\rm {D}}^{(1)}} обычно записывается в виде
{\displaystyle H_{\rm {D}}^{(1)}={\frac {\beta }{\hbar }}(\sigma _{x}p_{x}-\sigma _{y}p_{y}),}
где {\textstyle \beta } — константа связи.
Кубический член Дрессельхауса {\textstyle H_{\rm {D}}^{(3)}} записывается в виде
{\displaystyle H_{\rm {D}}^{(3)}=-{\frac {\beta }{\hbar ^{3}}}\left({\frac {d}{\pi }}\right)^{2}p_{x}p_{y}(p_{y}\sigma _{x}-p_{x}\sigma _{y}),}
где {\textstyle d} — толщина плёнки.
Гамильтониан обычно получается с использованием комбинации k·p-метода и модели Кейна (для полупроводников).